# Bela krajina (album)
Bela krajina je glasbeni album Pihalnega orkestra Premogovnika Velenje, ki je izšel na glasbeni CD plošči leta 2002 pri založbi ZKP RTV Slovenija.

## Naslov in vsebina
Album nosi naslov po istoimenski skladbi (posnetek 6) skladatelja Marjana Kozine.
Posnet je bil v dvorani Glasbene šole Velenje marca in aprila 2002 (posnetki 1 do 4 in 8), novembra 1996 (posnetka 5 in 9), oktobra 2000 v športni dvorani v Kopru (posnetek 6) in novembra 1992 v Gallusovi dvorani Cankarjevega doma v Ljubljani ob 80-letnici Bojana Adamiča (posnetek 7).
Priložena mu je knjižica s predstavitvijo orkestra.

## Seznam posnetkov
| CD              | CD                                         | CD              | CD              | CD      |
| Št.             | Naslov                                     | Glasba          | Priredba        | Dolžina |
| --------------- | ------------------------------------------ | --------------- | --------------- | ------- |
| 1.              | „Rapsodični ples‟                          | U. Krek         | I. Marin        | 7:32    |
| 2.              | „BELOKRANJSKE PISANICE: 1. Ob Kolpi‟       | D. Bučar        | S. Dlesk        | 8:44    |
| 3.              | „BELOKRANJSKE PISANICE: 2. Pri treh farah‟ |                 |                 | 11:53   |
| 4.              | „BELOKRANJSKE PISANICE: 3. Na Ojstrižu‟    |                 |                 | 7:54    |
| 5.              | „Logarska dolina‟                          | E. Glavnik      |                 | 10:43   |
| 6.              | „Bela krajina‟                             | M. Kozina       | V. Marković     | 13:01   |
| 7.              | „Jesensko vezenje‟                         | B. Adamič       |                 | 6:40    |
| 8.              | „Zlatorog‟                                 | V. Štrucl       |                 | 2:42    |
| 9.              | „Šaleška dolina‟                           | J. Marin st.    |                 | 3:34    |
| Skupna dolžina: | Skupna dolžina:                            | Skupna dolžina: | Skupna dolžina: | 73:10   |

## Sodelujoči

### Pihalni orkesterPremogovnika Velenje
- Ivan Marin – dirigent
- Karolina Šantl Zupan – flavta
- Špela Zamrnik – flavta
- Mojca Ušen – flavta
- Rudi Pok – flavta
- Alenka Goršič – pikolo, flavta
- Tanja Petrej – oboa
- Jure Volk – oboa
- Miran Bolha – oboa, angleški rog
- Stojan Dokuzov – oboa, angleški rog
- Tomaž Kmetič – es klarinet
- Bojan Pavlinc – klarinet
- Janez Mazej – klarinet
- Oto Kožuh – klarinet
- Boštjan Mesarec – klarinet
- Rok Šincek – klarinet
- Lovro Vrzelak – klarinet
- Samo Tamše – klarinet
- Matjaž Krajnc – klarinet
- Jože Zdovc – klarinet
- Jernej Krepel – klarinet
- Marko Kričej – klarinet
- Žaro Tušar – klarinet
- Simon Sevšek – klarinet
- Jernej Šporin – klarinet
- Uroš Supovec – alt klarinet
- Franc Vrzelak – klarinet, bas klarinet
- Dejan Muhič – klarinet, bas klarinet
- Matjaž Emeršič – klarinet, kontrabas klarinet
- Stanko Koren – fagot, kontra fagot
- Brane Slivar – fagot
- Miha Ferk – altovski saksofon
- Jure Pukl – sopranski saksofon, altovski saksofon
- Gorazd Topolovec – altovski saksofon
- Matjaž Lorenzi – altovski saksofon
- Benjamin Kos – altovski saksofon
- Albin Plamberger – altovski saksofon
- Božo Božiček – tenorski saksofon
- Klemen Bibič – tenorski saksofon
- Aleš Logar – baritonski saksofon
- Boris Holešek – krilovka
- Jakob Holešek – krilovka
- Tomaž Podlesnik – krilovka
- Tadej Kortnik – krilovka
- Gregor Jeromel – krilovka
- Matjaž Krenker – krilovka
- Jani Repnik – krilovka
- Roman Grabner – kornet
- Andrej Mikek – kornet
- Damin Tkavc – trobenta
- Darko Hrovat – trobenta
- Ivan Glušič – trobenta
- Mitja Kamenik – trobenta
- Frančišek Kosi – trobenta
- Janko Gorogranc – trobenta
- Janez Pukl – trobenta
- Andrej Žgank – rog
- Robert Prednik – rog
- Gregor Dvorjak – rog
- Boštjan Veithauser – rog
- Gregor Tovšak – rog
- Blaž Dolinšek – rog
- Janez Polanc – rog
- Albin Žagar – tenor
- Alojz Kričej – tenor
- Tomislav Oprešnik – tenor
- Toni Vrzelak – bariton
- Rolando Koren – bariton
- Ludvik Kričej – bariton
- Rafko Kovač – bariton
- Mitja Žgavec – pozavna
- Miran Šumečnik – pozavna
- Peter Zdovc – pozavna
- Franjo Cesarec – pozavna
- Marjan Petrej – pozavna
- Boris Močilnik – tuba
- Gvido Beliš – tuba
- Simon Vranješ – tuba
- Jože Kričej – tuba
- Stanko Brunšek – tuba
- Darko Rošker – tuba
- Blaž Zupan – kontrabas
- Benjamin Pirnat – kontrabas
- Janez Marin – mali boben, tolkala
- Janez Kajsersberger – mali boben, tamburin, triangel, tam-tam
- Jure Holešek – činele
- Dejan Tamše – marimba, zvončki
- Tomaž Lojen – zvončki, vibrafon, zvonovi
- Davor Plamberger – pavke
- Gašper Novak – tolkala
- Gregor Pirmanšek – tolkala
- Dalibor Bernatovič – harfa
- Tina Žerdin – harfa
- Katja Marin – klavir
- Zmago Štih – harmonika

### Produkcija
- Rado Cedilnik – tonski mojster
- Boris Rener – producent
- Studio Martin – masteriranje
- Mirko Kambič – fotografija